# John William Draper
John William Draper (5 de maig de 1811 - 4 de gener de 1882) va ser un científic anglo-estatunidenc. És considerat com el primer a fotografiar una cara femenina (1839–40) i de la primera fotografia detallada de la Lluna (1840). També va ser el primer president de la Societat Química Americana (1876–77) i el fundador de l'Escola de Medicina de la Universitat de Nova York. Un del llibres de Draper, l'anticatòlica History of the Conflict between Religion and Science, va ser traduït a nombroses llengües. El seu fill, Henry Draper, i la seva neta, Antonia Maury, van ser astrònoms, la seva germana, Carlotta Maury va ser una paleontòloga i el seu fill gran, John Christopher Draper, va ser un químic.

## Obra
Draper va fer una important recerca científica en el camp de la fotoquímica, que van fer possibles el retrats gràcies a les seves millores (1839) respecte al procés de dageurrotip de Louis Daguerre, i publicà llibres de texts sobre química (1846), sobre filosofia natural (1847), sobre fisiologia (1866), i memòries científiques (1878) sobre l'energia radiant.

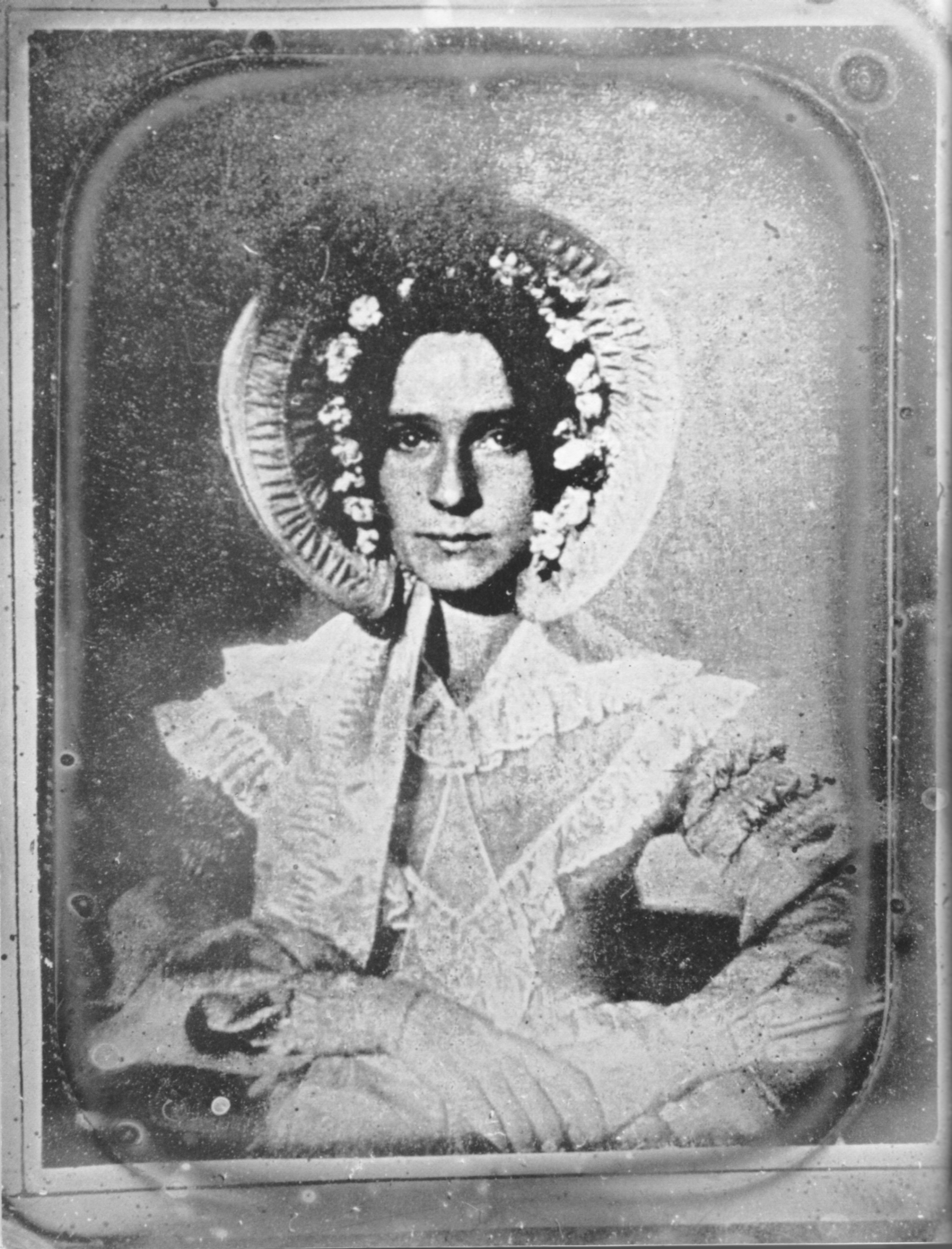
Còpia d'una fotografia de Dorothy Catherine Draper presa per John Draper, 1840. Mida de la placa: 8.3×10.2 cm (3 1/4×4 in).

Entre 1839–1840, Draper produí fotografies que van ser considerades com les primeres d'un rostre humà. Draper va prendre una sèrie de fotografies, amb una exposició a la llum solar de 65 segons. Draper envià còpia de les seves fotografies a John Herschel l'any 1840.
Draper va desenvolupar la proposició l'any 1842 rspecte que només els raigs de llum que són absorbits poden produir canvis químics. Va ser conegut com la "Llei Draper".
L'any 1847 publicà l'observació que tots els sòlids brillen en vermell a la mateixa temperatura, al voltant de 798 kèlvins, coneguda com a Punt de Draper .
El 30 de maig de 1860, Draper va fer una conferència sobre el seu escrit "On the Intellectual Development of Europe, considered with reference to the views of Mr. Darwin and others, that the progression of organisms is determined by law." Draper va ser un dels primers exemples de l'aplicació de la metàfora darwiniana de l'adaptació en estudis socials i polítics.
Draper va ser l'autor de The History of the Intellectual Development of Europe (1862), que aplicava els mètodes de les ciències físiques a la història. També va escriure una History of the American Civil War (3 vols., 1867–1870), i una History of the Conflict between Religion and Science (1874).
L'any 1975, La Casa de Draper a Hastings va ser designada un National Historic Landmark.